# Sirena (araldica)
La sirena è una figura immaginaria corrispondente alla sua immagine medievale di donna marinata (con la coda di pesce). È sempre rappresentata galleggiante sul mare o su un'onda. In genere, si pettina con una mano mentre si osserva in uno specchio che tiene con l'altra. Se ha un atteggiamento diverso, occorre blasonarlo (si veda lo stemma di Varsavia, che porta una sirena al naturale armata di una spada d'oro e con un scudo dello stesso). È simbolo di eloquenza e di persuasione, poiché aveva la facoltà di persuadere con dolcezza.
Una variante che si incontra spesso è la sirena dalla coda doppia che tiene un'estremità di questa doppia coda in ciascuna mano. Ma non la si trova solamente blasonata come tale («dalla doppia coda»), ma talvolta anche, erroneamente, come « melusina », che invece dovrebbe essere tradizionalmente simile alla sirena con pettine e specchio.

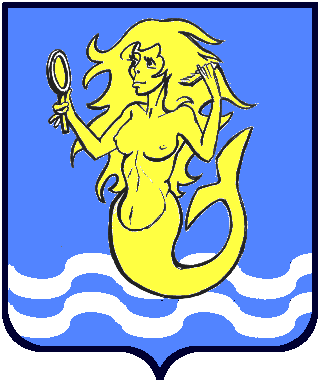
D'azzurro ad una sirena d'oro su un'onda d'argento
Di rosso ad una sirena alla doppia coda d'oro, capelluta di verde, su un mare d'argento
Di rosso, alla sirena d'argento, sostenuta da una fascia ondata d'azzurro, bordata del secondo (Monsireigne, Francia)
Stemma di Varsavia
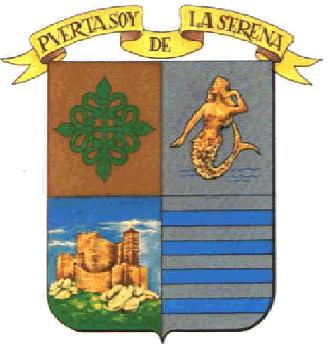
Sirena (Villanueva de la Serena, Spagna)
Sirena (Wangerland, Germania)
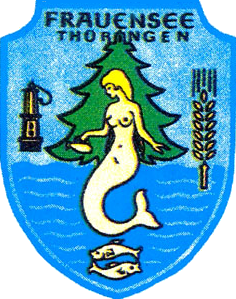
Sirena che versa da una caraffa (Frauensee, Germania)
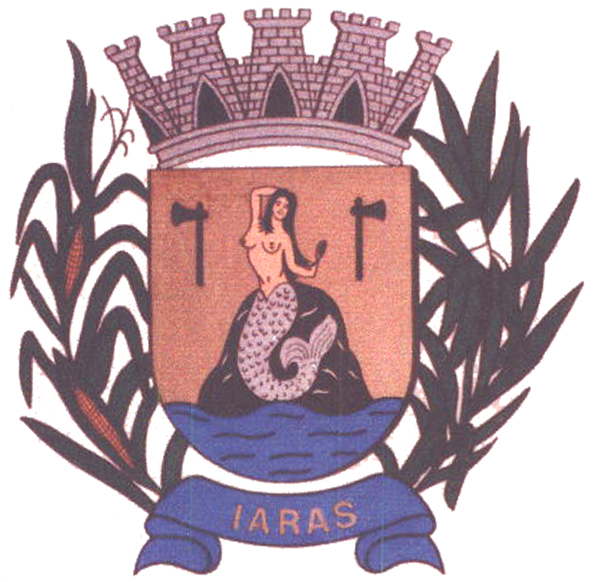
Sirena su uno scoglio (Iaras, Brasile)
Sirena che soffia in una conchiglia (Quiberon, Francia)
Sirena dalla coda doppia (Zusamaltheim, Germania)

Riassumendo:
- la sirena con lo specchio e la sirena dalla doppia coda sembrano essere due rappresentazioni dello stesso simbolo araldico, e dunque si blasonano nello stesso modo;
- la sirena con lo specchio e la melusina hanno rappresentazioni molto simili, ma sono due simboli araldici distinti;
- l'uso della melusina come sirena dalla doppia coda non ha alcun serio fondamento e dunque sembra abusivo.